# ESPRIT
ESPRIT (European Strategic Programme for Research in Information Technology) es un programa de investigación y desarrollo tecnológico en el campo de las tecnologías de información. Este programa es financiado por la Comunidad Europea de 1983 a 1989 con la base legal Decisión 94/802/CE, DOCE L 334/24, de 22.17.1994.

## Objetivos
El propósito último del programa ESPRIT es proporcionar una base teórica fundamental a la sociedad de la información para que las empresas y las organizaciones puedan desarrollarse de una manera sólida concentrando sus esfuerzos con el objetivo de mejorar la competitividad en la industria y por extensión mejorar la vida laboral de todos los ciudadanos.

## Áreas de investigación
- Tecnologías de soportes lógicos

ESPRIT introduce el concepto de prácticas correctas y calidad de los soportes lógicos y se potenciarán las capacidades europeas en materia de nuevas tecnologías de soportes lógicos y de distribución del procesamiento de la información. 
- Tecnologías para componentes y subsistemas de TI

Fabricación de componentes y subsistemas en tres ámbitos fundamentales: microelectrónica, microsistemas y periféricos. 
- Tecnologías multimedia

Desarrollar e integrar las tecnologías de la información y de la comunicación que constituyen la base de los sistemas y aplicaciones multimedia destinados al usuario final. 
- Investigación a largo plazo

Su objetivo es mantener el potencial de la "próxima ola de innovación" y subsanar deficiencias de los conocimientos técnicos en que se basa la IDT europea en materia de IT. 
- Sistemas abiertos basados en microprocesadores: OMI
- Informática y redes de alto rendimiento: HPCN
- Tecnologías para procesos de las empresas: TBP

Dentro de este apartado se sitúa la metodología OSSAD
- Integración en la fabricación: IIM